# Бускалин
Бускалин, или 3,5-диметокси-4-бутоксифенилэтиламин — малоизвестное психоактивное вещество из семейства фенилэтиламинов. Является аналогом мескалина. Бускалин был впервые синтезирован Александром Шульгиным. В своей книге PiHKAL (Фенилэтиламины, которые я узнал и полюбил), минимальная дозировка указана как 150 мг, а продолжительность не определена (в книге написано «несколько часов»). Бускалин не вызывает психоделических эффектов, но вызывает сердечную аритмию и легкую диарею.
На настоящий момент очень мало известно о фармакологии, метаболизме и токсичности бускалина.